# Prags
Prags (Italiaans: Braies) is een gemeente in de Italiaanse provincie Zuid-Tirol (regio Trentino-Zuid-Tirol) en telt 634 inwoners (31-12-2004). De oppervlakte bedraagt 89,3 km², de bevolkingsdichtheid is 7 inwoners per km².

## Geografie
Prags grenst aan de volgende gemeenten: Cortina d'Ampezzo (BL), Mareo, Niederdorf, Olang, Toblach, Welsberg-Taisten.
Een belangrijk deel van het grondgebied van de gemeente maakt deel uit van het Naturpark Fanes-Sennes-Prags. In het zuidwesten van de gemeente en in dit natuurgebied ligt de Pragser Wildsee.